# Marea Japoniei

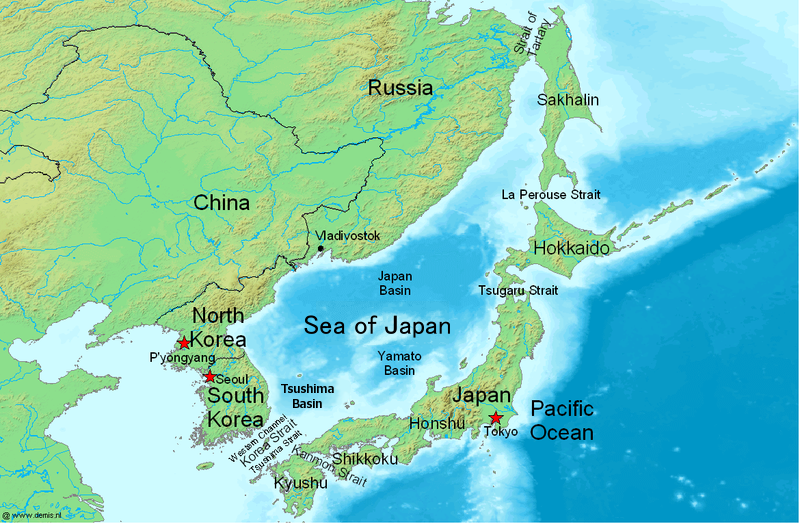
Marea Japoniei

Marea Japoniei (numită în Coreea de Sud Marea de Est) este o mare din vestul Oceanului Pacific, care separă insulele Japoniei de continent (Rusia, Coreea de Nord, Coreea de Sud). Întrucât este aproape izolată de ocean, mareele sunt de foarte mică amplitudine.
- Suprafața: cca 978.000 km²
- Volum: 1731 km³
- Adâncime medie: 1752 m
- Adâncime maximă: 3742 m

##### Flora si fauna
Există mai mult de 800 de specii de plante acvatice și mai mult de 3.500 de specii de animale, inclusiv mai mult de 900 de specii de crustacee: aproximativ 1000 specii de pești și 26 de mamifere. Zonele de coastă conțin mai multe kg / m2 de biomasă . În zona pelagică se găsesc: saury, macrou, scrumbii Jack, sardine, anșoa, hering, dorada, calmari și diferite specii de somon și păstrăv. În zona abisală se găsesc: cod, Pollock și macrou Atka. Mamiferele sunt reprezentate de foci și balene, iar crustaceele de creveți și crabi. Din cauza strâmtorilor de mică adâncime de conectare la mare cu Oceanul Pacific, Marea Japoniei nu are faună caracteristica apelor adânci. Flora și fauna unice în regiune în apropiere de Marea Japoniei sunt cunoscute ca "elemente ale Mării Japoniei".